# 马修·格雷 (自行车运动员)
马修·格雷（英語：Matthew Gray，1977年12月20日—），澳大利亚男子自行车运动员。他曾代表澳大利亚参加1996年和2000年夏季残疾人奥林匹克运动会自行车比赛，获得二枚金牌和一枚银牌。